# ترایلور هاوارد
ترایلور هاوارد (انگلیسی: Traylor Howard؛ زادهٔ ۱۴ ژوئن ۱۹۶۶) یک هنرپیشه اهل ایالات متحده آمریکا است. وی از سال ۱۹۹۴ میلادی تاکنون مشغول فعالیت بوده‌است.
از فیلم‌ها یا برنامه‌های تلویزیونی که وی در آن نقش داشته‌است می‌توا ن به مانک، من، خودم و آیرین اشاره کرد.